# Liste der Kulturgüter in Reisiswil
Die Liste der Kulturgüter in Reisiswil enthält alle Objekte in der Gemeinde Reisiswil im Kanton Bern, die gemäss der Haager Konvention zum Schutz von Kulturgut bei bewaffneten Konflikten, dem Bundesgesetz vom 20. Juni 2014 über den Schutz der Kulturgüter bei bewaffneten Konflikten sowie der Verordnung vom 29. Oktober 2014 über den Schutz der Kulturgüter bei bewaffneten Konflikten unter Schutz stehen.
Es sind weder A-Objekte noch B-Objekte auf dem Gemeindegebiet ausgewiesen, Objekte der Kategorie C fehlen zurzeit (Stand: 4. April 2024). Unter übrige Baudenkmäler sind Objekte zu finden, die im Bauinventar des Kantons Bern als «schützenswert» verzeichnet sind.

## Übrige Baudenkmäler
Hinweis: Als Objekt-Identifikator (ID) wird die Grundstücksnummer verwendet.
| ID  | Foto |                                                              | Objekt                          | Typ | Standort                      | Beschreibung |
| --- | ---- | ------------------------------------------------------------ | ------------------------------- | --- | ----------------------------- | ------------ |
| 7   | ja   | Datei hochladen · Wikidata zu Bauernhaus (1910) (Q125310986) | Bauernhaus (1910)               | G   | Dörfli 21 630819 / 223754     |              |
| 17  | BW   | Datei hochladen                                              | Speicher (2. Hälfte 18. Jh.)    | G   | Dörfli 21a 630841 / 223729    |              |
| 50  | ja   | Datei hochladen · Wikidata zu Bauernhaus (1861) (Q125311407) | Bauernhaus (1861)               | G   | Dörfli 9 630797 / 223924      |              |
| 50  | BW   | Datei hochladen                                              | Ehemaliges Bienenhaus (um 1890) | G   | Dörfli N.N. 630784 / 223905   |              |
| 80  | BW   | Datei hochladen                                              | Bauernhaus (1. Hälfte 18. Jh.)  | G   | Gstell 7 631120 / 223340      |              |
| 142 | BW   | Datei hochladen                                              | Bauernhaus (1842)               | G   | Hochwacht 2 630745 / 223728   |              |
| 167 | ja   | Datei hochladen · Wikidata zu Hohwacht (Q1624168)            | Hohwachtturm (1911)             | G   | Hohwacht 20 629892 / 223980   |              |
| 173 | ja   | Datei hochladen                                              | Bauernhaus (1851)               | G   | Dörfli 7 630858 / 223978      |              |
| 189 | BW   | Datei hochladen                                              | Speicher (1. Hälfte 19. Jh.)    | G   | Adlihubel 1a 630751 / 223393  |              |
| 191 | BW   | Datei hochladen                                              | Speicher (um 1800)              | G   | Adlihubel 12a 630591 / 223303 |              |

Hinweis zur Legende: Anstelle der KGS-Nummer wird als Objekt-Identifikator (ID) die Grundstücksnummer verwendet.